# 卡努维尔
卡努维尔（法語：Canouville，法語發音：[kanuvil]）是法国滨海塞纳省的一个市镇，属于迪耶普区。

## 地理
卡努维尔（49°48'21"N, 0°36'3"E）面积4.49 平方千米，位于法国诺曼底大区滨海塞纳省，该省份为法国北部沿海省份，其西部及北部濒大西洋英吉利海峡，东起顺时针与索姆省、瓦兹省、厄尔省和卡爾瓦多斯省接壤。
与卡努维尔接壤的市镇（或旧市镇、城区）包括：克拉维尔、克里克托勒莫孔迪、万维尔、帕吕埃勒、维讷梅维尔。

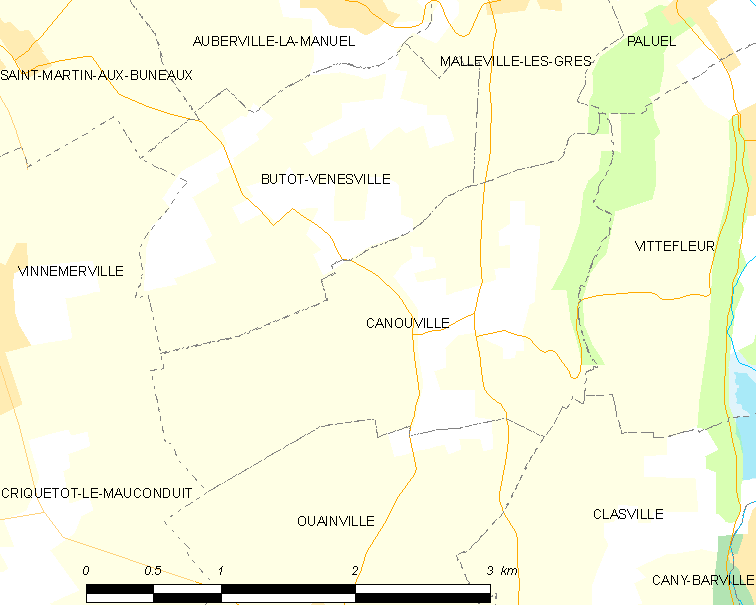
卡努维尔的OSM定位图

卡努维尔的时区为UTC+01:00、UTC+02:00（夏令时）。

## 行政
卡努维尔的邮政编码为76450，INSEE市镇编码为76156。

## 政治
卡努维尔所属的省级选区为科地区圣瓦勒里县。

## 人口

1962-2008年间卡努维尔人口变化图示

卡努维尔于2022年1月1日时的人口数量为344人。